# 湖南町赤津
湖南町赤津（こなんまち あかつ）は、福島県郡山市の大字である。郵便番号は963-1631。

## 地理
郡山市南西部の湖南地区に属する。北で猪苗代湖に面し、東で湖南町福良、南で岩瀬郡天栄村田良尾、西で会津若松市東山町大字湯川、会津若松市湊町大字原、会津若松市湊町大字平潟とそれぞれ隣接する。概ね町村制施行以前の安積郡赤津村の流れを汲む地域である。一級水系阿賀野川水系常夏川流域を主な範囲とする。域内の大半を山林が占め、北東部の常夏川下流域の平地に水田が広がり、白河街道（国道294号）に沿い集落が位置する。南端部の山間部にある布引高原では大根やキャベツなどの高原野菜が収穫されるほか、風力発電施設が立ち並び、風の高原として名高い。湖南町福良に所在する郡山北警察署福良駐在所、及び湖南町三代に所在する郡山消防署湖南分署がそれぞれ管轄にあたる。

### 主な字
字
- 磯端
- 砂子田
- 中日泥
- 深沢
- 小枝町
- 山ノ神
- 辰巳ケ沢

- 池上
- 馬頭原
- 落合
- 北向家前
- 新町原
- 稲荷前
- 下野

- 南山田
- 南町
- 中町裏
- 中町
- 愛宕下
- 北山田
- 寺ノ前

- 北町
- 霊屋ノ前
- 広面
- 冬道
- 富永
- 小志田

### 山岳
- 会津布引山
- 金山

### 河川・湖沼
一級水系阿賀野川水系
- 常夏川
  - 日向川
  - 谷地川
  - 西岐川
  - ゼンマイ川
- 原川

## 歴史
- 1879年1月27日 - 旧会津藩領赤津村が福島県内における郡区町村制の施行により安積郡の村となる。
- 1889年4月1日 - 町村制の施行により赤津村単独村政施行し安積郡赤津村が発足する。
- 1955年3月31日 - 赤津村と周辺4村との合併により湖南村が発足し、湖南村の大字となる。
- 1965年5月1日 - 湖南村が郡山市、安積郡全町村および田村郡田村町と合併し新たな郡山市が設立され、郡山市の大字となる。

## 世帯数と人口
2024年1月1日現在の世帯数と人口は以下の通りである。
| 大字       | 世帯数  | 人口  |
| ---------- | ------- | ----- |
| 湖南町赤津 | 171世帯 | 395人 |

## 小・中学校の学区
市立小・中学校に通う場合、学区は以下の通りとなる。
| 番地 | 小学校             | 中学校             |
| ---- | ------------------ | ------------------ |
| 全域 | 郡山市立湖南小学校 | 郡山市立湖南中学校 |

## 交通

### 道路
- 国道294号
  - 福良バイパス 赤津工区
  - 黒森峠・黒森トンネル
- 福島県道376号湖南湊線

## 施設等
- 旧郡山市立赤津小学校
- 赤津簡易郵便局
- 秋山浜キャンプ場
- 郡山布引高原発電所
- 長福寺
- 諏訪神社
- 鞍馬城跡
- 赤津の御前桜